# 1549 en santé et médecine
| Années de la santé et de la médecine : 1546 - 1547 - 1548 - 1549 - 1550 - 1551 - 1552    |
| Décennies de la santé et de la médecine : 1510 - 1520 - 1530 - 1540 - 1550 - 1560 - 1570 |

Cet article présente les faits marquants de l'année 1549 en santé et médecine.

## Événement
- Trois chirurgiens laïcs sont appointés au St. Bartholomew's Hospital de Londres, où les soins sont traditionnellement confiés à des frères et sœurs augustins[1].

## Publications
- Ambroise Paré (c. 1510-1590) fait paraître chez Guillaume Cavellat, à Paris, sa Brève collection de l'administration anatomique, dédiée « à René de Rohan qui l'a engagé comme chirurgien militaire en 1543[2],[3] ».
- Parution de la traduction latine de la Matière médicale de Dioscoride, édition établie par Jean Ruel, imprimée à Francfort chez Christian Egenolff, et qui deviendra « la source et l'origine de la botanique scientifique jusqu'au début du XVIIe siècle[4],[5] ».
- Pierre Tolet (1502-1586), docteur en médecine, fait imprimer à Lyon, par Jean de Tournes, son Paradoxe de la faculté du vinaigre[6],[7].

## Naissance
- 1549 ou 1550 : Jacques Guillemeau (mort en 1613), chirurgien, obstétricien, élève d'Ambroise Paré, au service des rois de France Charles IX, Henri III et Henri IV[8].

## Décès
- Francisco López de Villalobos (né vers 1473), Juif castillan, converti au catholicisme, médecin à la cour du duc d'Albe, de Ferdinand le Catholique et de Charles Quint[9].
- Après 1549[10] : Guillaume Bigot (né en 1502), écrivain, médecin et humaniste français[11],[12].